# Fuldamobil

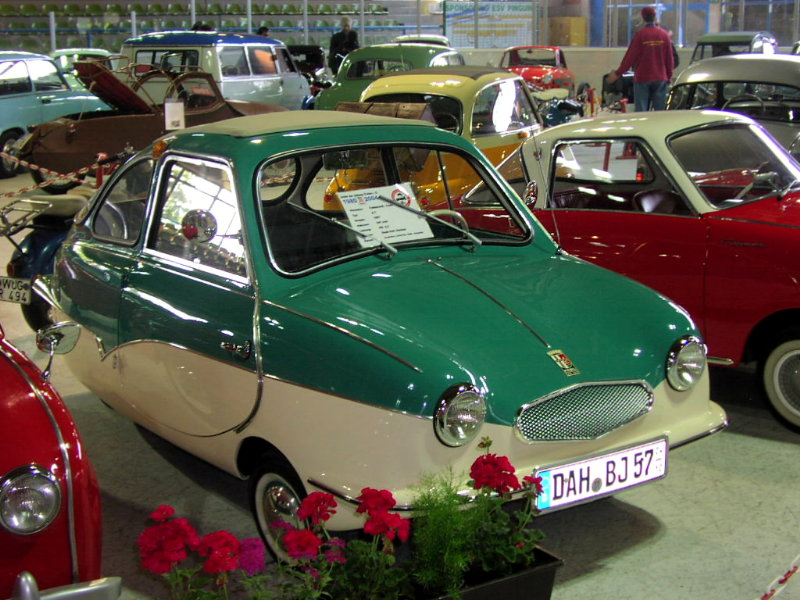
Fuldamobil S7, 1957

Fuldamobil var en typ tyska tre- och fyrhjuliga mikrobilar, som tillverkades av Elektromaschinenbau Fulda GmbH i staden Fulda 1951-1969. Bilen licenstillverkades i en rad länder, bland annat Sverige (Fram-King-Fulda). Motorn kom från Sachs, var på 191 cc och gav 10 hk. Toppfarten angavs till 80 km/h.
Bilen rymde två vuxna och två barn och var enligt reklamen bäddbar. Tiden den tillverkades är exceptionellt lång för en mikrobil, men den gjordes inte i några större serier. Från 1965 till 1969 gjordes endast runt 260 st.